# Stuttgart, Arkansas
Stuttgart är en stad (city) i Arkansas County, i delstaten Arkansas, USA. Enligt United States Census Bureau har staden en folkmängd på 9 264 invånare (2011) och en landarea på 18,7 km². Stuttgart är huvudort i Arkansas County.